# Drosera burmanni
Drosera burmanni ist eine fleischfressende Pflanze aus der Gattung Sonnentau  (Drosera). Die Pflanze ist im australasischen Raum weit verbreitet. In China wird sie medizinisch genutzt.

## Beschreibung
Bei Drosera burmanni handelt es sich um einen kleinen rosettenbildenden Sonnentau mit flacher, bodenständiger Rosette, der etwa 1,2 bis 2 cm im Durchmesser misst, je nach Standort ist sie ein- bis zweijährig. Das Wurzelwerk besteht aus wenigen faserartigen Wurzeln. Die Chromosomenzahl beträgt 2n=20.
Die annähernd ungestielten bis kurzgestielten, tentakelbesetzten, spatelförmigen Fangblätter sind 5 bis 7 mm breit und 6 bis 10 mm lang, gelblich grün oder rot bis rötlich violett. Sie besitzen eine Besonderheit: Die ungewöhnlich langen und sehr schnell beweglichen Randtentakel, die sich innerhalb weniger Sekunden bewegen können. Sie umschließen die Beute so innerhalb kürzester Zeit wie ein Käfig und pressen sie gegen das Blatt, was den Kontakt zu den Tentakeln der Blattoberfläche verstärkt.
Die Pflanzen blühen ganzjährig. Der Blütenstängel erreicht eine Höhe von 6 bis 22 cm, die ein oder zwei Blütenstände sind Wickel und tragen 2 bis 19 Blüten. Die Kronblätter (Petalen) sind weiß, seltener bis pink, rund 4 mm lang und 2 bis 3 mm breit. Der annähernd runde Fruchtknoten bildet nach erfolgreicher Bestäubung zahlreiche dunkelbraune bis schwarze Samen aus.
Die Chromosomenzahl beträgt 2n = 20.

## Verbreitung
Die Art ist in Australasien weit verbreitet, von China über Ost- und Südostasien bis Australien. Sie gedeiht auf beschatteten, nassen Untergründen in Höhenlagen von bis zu 1500 m.

## Systematik
Die Art wurde 1794 von Martin Vahl erstbeschrieben. Gemeinsam mit der morphologisch extrem ähnlichen und eng verwandten Drosera sessilifolia bildet sie die Untergattung Thelocalyx der Sonnentaue.
Das Epitheton wählte Vahl orthographisch falsch, korrekt wäre burmannii. Aufgrund botanischer Nomenklaturregeln darf der Name jedoch nicht korrigiert werden.

## Verwendung
Drosera burmanni ist für den Menschen als Nutzpflanze weitgehend bedeutungslos. Von Liebhabern wird sie gelegentlich kultiviert. In asiatischen Ländern wird sie – wie andere Sonnentau-Arten auch – in größeren Mengen als Medizinalpflanze gesammelt und unter anderem in europäische Länder exportiert. Da die Sammlungen nicht nachhaltig stattfinden, ist Drosera burmanni durch Übersammlung teilweise lokal bedroht, so beispielsweise im indischen Andhra Pradesh.

## Nachweise
1. 1 2 3 4 5  Lianli Lu, Katsuhiko Kondo: Droseraceae. In: Flora of China. Band 8: Brassicaceae through Saxifragaceae. Science Press u. a., Beijing u. a. 2001, ISBN 0-915279-93-2, S. 199.
2. ↑  Wilhelm Barthlott, Stefan Porembski, Rüdiger Seine, Inge Theisen: Karnivoren. Biologie und Kultur fleischfressender Pflanzen. Ulmer, Stuttgart 2004, ISBN 3-8001-4144-2, S. 104.
3. ↑  Drosera burmannii bei Tropicos.org. In: IPCN Chromosome Reports. Missouri Botanical Garden, St. Louis
4. ↑  Ludwig Diels: Droseraceae (= Das Pflanzenreich. 26 = 4, 112, ZDB-ID 846151-x). Engelmann, Leipzig 1906, S. 74.
5. ↑  Kottapalli Jayaram, Majeti N. V. Prasad: Drosera indica L. and D. burmanii Vahl., medicinally important insectivorous plants in Andhra Pradesh – regional threats and conservation. In: Current Science. 91, Nr. 7, 2006, ISSN 0011-3891, S. 943–946 (Seite nicht mehr abrufbar, festgestellt im November 2024. Suche in Webarchiven)  Info: Der Link wurde automatisch als defekt markiert. Bitte prüfe den Link gemäß Anleitung und entferne dann diesen Hinweis..